# 三島蕉窓
三島 蕉窓（みしま しょうそう、嘉永5年6月15日（1852年7月31日）‐　大正3年（1914年））は、明治時代の浮世絵師、日本画家。

## 来歴
菊池容斎の門人。本名は三島衛（まもる）、通称は雄之助。蕉窓、蕉叟、蕉老と号す。江戸神田多町（現・東京都千代田区）に生まれ、北新堀町２１番地に住んでいた。始めは四条派の日本画を学んだ後、菊池容斎に師事、その自由闊達な指導の下、画技を磨いており、人物画、花鳥画に秀でていた。明治初期、一時工芸品の下絵や錦絵、新聞や雑誌、単行本の挿絵などを描いていたが、次第に頭角を現し、明治17年（1884年）の第2回内国絵画共進会に出品した「人物」、「花鳥」が入選を果たし、次いで翌明治18年（1885年）の鑑画会第1回大会では「蔦」などを発表し、美術評論家フェノロサに激賞されている。さらに明治19年（1886年）には鑑画会第2回大会に「子母龍」を出品し、賞状を得ている。人物画、山水画、花鳥画のいずれにも秀で、渡辺省亭や松本楓湖と並ぶ容斎門下の俊足として関東画壇にその名を轟かせたが、展覧会が流行するに従って出展活動を控えるようになり、明治30年代以降は専ら単行本の挿絵を描いた。明治40年（1907年）の国画玉成会結成に参画し、評議員に就任。また御所の造営に際して格天井の画を手がけ、好評を博した。晩年は南画に傾倒した。大正3年に下谷区車坂町で死去。弟子に安田蕉堂がいる。

## 作品
- 「鹿児島暴徒三傑」　大判3枚続　明治10年（1877年）
- 「鹿児島英名伝　逸見十郎太」　大判　明治10年
- 「天盃」　大判3枚続　明治10年
- 「東京各社撰抜新聞　高橋お伝」　大判　明治12年（1879年）
- 「清兵之愚計爆裂弾之虎」　大判6枚続 明治28年（1895年） プーシキン美術館所蔵 福田初次郎版